# Bronzener Löwe

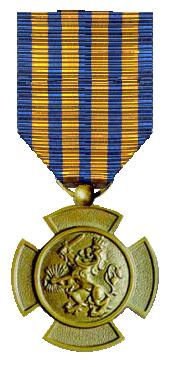
Ordenszeichen

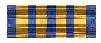
Bandschnalle

Der Verdienstorden Bronzener Löwe wurde 1944 von Königin Wilhelmina der Niederlande als Auszeichnung für alle Militärpersonen der Streitkräfte gestiftet, die sich in Kriegszeiten durch mutiges oder entschlossenes Auftreten gegenüber dem Feind ausgezeichnet haben. Er kann auch an Zivilpersonen und Ausländer verliehen werden.

## Aussehen
Die Dekoration ist ein bronzenes Spaltenkreuz. Im Medaillon zeigt es den niederländischen Löwen. Die Rückseite ist glatt.
Getragen wird die Auszeichnung an einem blau-gelb gestreiften Band auf der linken Brust.
Für wiederholte Verleihung wird eine entsprechende arabische Zahl aus Silber auf dem Band befestigt.

## Bekannte Träger
- Bob Celosse (postum)
- Manfred Gans
- Cees Geelhoed
- Stef van Gelder
- André Groep
- Johan Henri Azon Jacometti (postum)
- Ernst de Jonge
- Dignus Kragt
- G. A. C. Monteiro
- Hans Plesman, der Sohn von Albert Plesman
- Jan de Rooy (postum)
- Robert F. Sink
- Gerben Sonderman
- Stanisław Sosabowski (postum)
- Cor van Stam
- Carel Steensma
- Bram van der Stok
- Jan Thijssen (postum)
- Robert Urquhart
- Jan Verboog
- Jos van Wijlen
- Johannes van Zanten
- Reinder Zwolsman